# Epimachy (obwód miński)
Epimachy (biał. Эпімахі; ros. Эпимахи) – wieś na Białorusi, w obwodzie mińskim, w rejonie wołożyńskim, w sielsowiecie Raków.

## Historia
W czasach zaborów wieś w gminie Raków, w powiecie mińskim, w guberni mińskiej Imperium Rosyjskiego. W 1870 roku należała do dóbr Epimachy własność Chmarów. 
W latach 1921–1945 wieś leżała w Polsce, w województwie wileńskim, w powiecie stołpeckim, a od 1927 w powiecie mołodeckim, w gminie Raków.
Według Powszechnego Spisu Ludności z 1921 roku zamieszkiwały tu 154 osoby, 30 były wyznania rzymskokatolickiego a 124 prawosławnego. Jednocześnie 33 mieszkańców zadeklarowało polską a 121 białoruską przynależność narodową. Było tu 28 budynków mieszkalnych. W 1931 w 31 domach zamieszkiwało 191 osób.
Wierni należeli do parafii rzymskokatolickiej i prawosławnej w Dubrowej. Miejscowość podlegała pod Sąd Grodzki w Rakowie i Okręgowy w Wilnie; właściwy urząd pocztowy mieścił się w Rakowie.